# Adelaide di Metz
Adelaide di Metz o di Egisheim (... – 19 maggio 1039/1041) contessa, fu una sorella del conte Adalberto e Gerardo († 1045) della stirpe dei Girardidi.

## Biografia
Adelaide si sposò con Enrico di Spira, noto anche come "Enrico di Worms" e, dopo la sua morte nel 989/1000, sposò in seconde nozze un conte della Franconia, forse Poppo di Lobdengau. Nel 1037 fondò il monastero canonico di Öhringen, che diede origine all'attuale chiesa collegiale di Öhringen, nella cui cripta le ossa di Adelaide riposano all'interno di un sarcofago di pietra del XIII secolo (si veda documento di fondazione di Öhringen).
Enrico e Adelaide ebbero due figli, una figlia minore, Giuditta († probabilmente 998, ma certamente prima dei 30 aprile 1034), anch'ella sepolta nella cattedrale di Worms, così come un figlio maggiore, Corrado (990 circa-4 giugno 1039 a Utrecht), che fu eletto re dei Romani come Corrado II nel 1024 e fu incoronato imperatore nel 1027.
Nel suo secondo matrimonio, fu la madre del vescovo di Ratisbona Gebeardo III e di Beliza (∞ conte Arduico/Hartwig), la quale generò papa Vittore II.

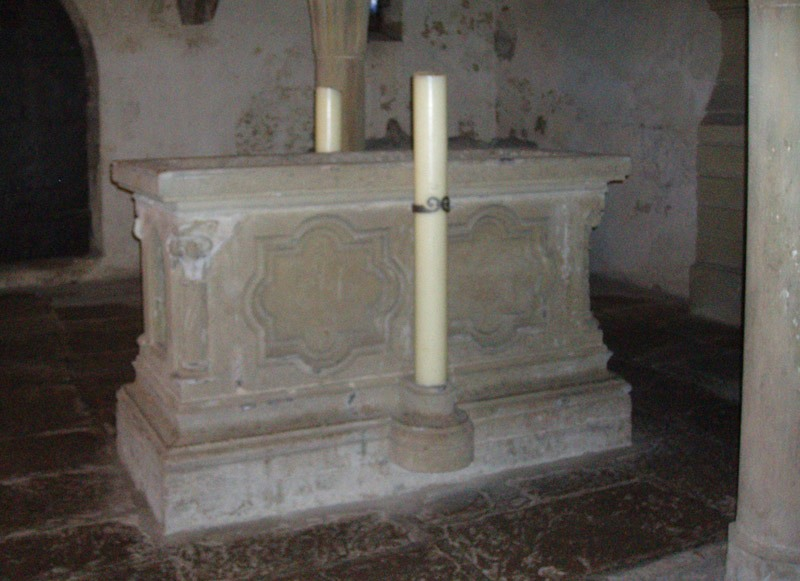
Sarcofago di Adelaide nella cripta della collegiata di Öhringen